# Tarás Bulba
Tarás Bulba (en ruso: Тара́с Бу́льба) es una novela histórica y romántica de Nikolái Gógol que transcurre durante el siglo XVI. Fue publicada por primera vez en 1835, dentro de la recopilación Mírgorod, siendo la segunda y definitiva redacción del año 1842. Cuenta la historia de un viejo cosaco zaporogo, Tarás Bulba, y sus dos hijos, Ostap y Andréi. Los hijos de Tarás, tras concluir sus estudios en la Academia de Kiev, vuelven a su hogar. Los tres personajes al reencontrarse emprenden un viaje épico a la Sich de Zaporozhia ubicada en Ucrania, donde se unen a otros cosacos en la guerra contra Polonia.
La novela es la historia corta más extensa que escribió Gógol. Su estilo es de no ficción con personajes que no son exagerados ni grotescos, aunque algunos estudiosos opinan que su caracterización de los cosacos es algo exagerada. Esta historia puede ser interpretada en el contexto del movimiento de nacionalismo romántico en la literatura, que se desarrolló en torno a una cultura étnica histórica que abraza un ideal romántico.

## Contexto
El personaje de Tarás Bulba, el héroe principal de la novela, es una mezcla de varias personalidades históricas. Podría estar basado en la historia real de la familia de un antepasado de Nikolái Miklujo-Maklái, el cosaco ataman Okhrim Makuja de Starodub, que mató a su hijo Nazar por pasarse al bando polaco durante la Rebelión de Jmelnytsky. El tío de Nikolái Miklujo-Maklái, Grigori Ilich Miklujo-Maklái, estudió junto con Gógol en el gymnasium en Nizhyn y, probablemente, le contó la leyenda de la familia.
Otra posible fuente de inspiración fue el héroe de la canción popular "Los hechos de Sava Chaly", publicado por Myjaylo Maksymóvych sobre el capitán cosaco Sava Chaly (ejecutado en 1741 después de haber servido como coronel en el ejército privado de un noble polaco), cuya muerte fue ordenada por su propio padre por haber traicionado la causa de Ucrania.

## Sinopsis  (edición revisada de 1842)
En la historia los dos hijos de Tarás Bulba, Ostap y Andréi, regresan a su hogar de un seminario ortodoxo en Kiev. Ostap es el más aventurero, mientras que Andréi es introvertido y romántico. Mientras se hallaba en Kiev, se enamoró de una joven polaca noble, la hija del gobernador de Dubno, pero tras los primeros encuentros ella regresa a Polonia. Tarás Bulba obliga a sus hijos a ir a la Sich de Zaporozhia y decide acompañarlos.
Una vez en la Sich, Tarás incita a los cosacos zaporogos a ir a la batalla cuando se presentan unos cosacos que relatan las desgracias que están sufriendo los  cristianos ortodoxos en las tierras del hetman (en el momento de la historia esto es la parte oriental de Ucrania y el gobernante es designado por el rey de Polonia). Esto decide a los zaporogos a iniciar las hostilidades contra Polonia tras matar a muchos judíos en la Sich bajo acusación de que colaboraban con los polacos.

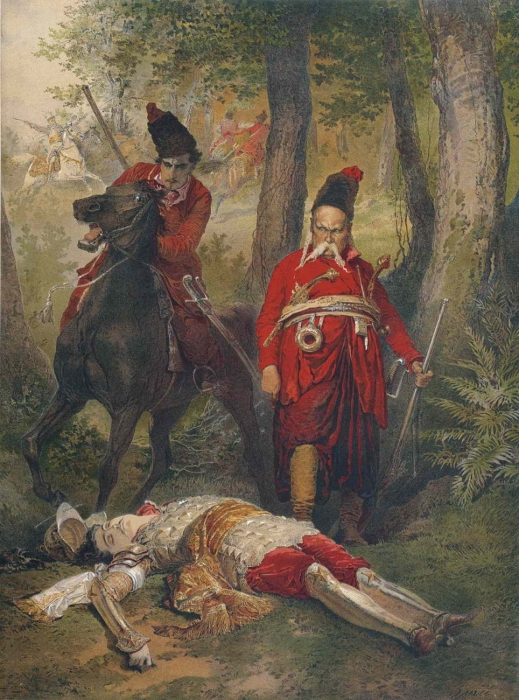
Tarás Bulba (a la derecha) tras haber asesinado a su hijo Andréi (en el suelo), en una representación de Mihály Zichy.

Durante la campaña asedian el castillo de Dubno, donde los habitantes, rodeados y sin suministros, comienzan a morir de inanición. Una noche, una mujer tártara busca a Andréi en el campamento y se presenta como sierva de la joven noble polaca de la que él se había enamorado. La sierva explica que todos están famélicos en el castillo asediado. Él la acompaña al interior de la ciudad por un pasaje secreto, llevando pan para la joven y su madre. Andreí se horroriza de lo que ve en el interior de la ciudad y, enamorado de la joven, renuncia a su herencia cosaca y se pasa al bando polaco.
Entretanto, varias compañías polacas marchan hacia Dubno a levantar el asedio y destruir a los cosacos. Tarás conoce la deserción de su hijo por el judío Yánkel, cuya vida había salvado de la matanza en la Sich. Durante la batalla final ve a Andreí montando junto a los polacos y vestido como ellos encabezando una compañía que sale a la batalla, logra desmontarlo y le dispara a quemarropa. Tarás y Ostap continúan luchando contra los polacos. Ostap es capturado, mientras que Tarás cae inconsciente por un golpe.
Cuando Tarás se recupera y conoce que su hijo Ostap ha sido capturado, acuerda con el judío Yánkel que lo lleve escondido a Varsovia, donde se encuentra su hijo. En Varsovia, los amigos de Yánkel disfrazan a Tarás como un contable alemán y lo acompañan a la prisión a ver a Ostap. Un guardia lo reconoce como cosaco y les deja ir tras recibir 100 monedas de oro, sugiriéndoles que asistan a la ejecución de los cosacos el día siguiente.
Durante la ejecución, Ostap mantiene el silencio ante la tortura sin emitir sonido alguno, incluso mientras quiebran sus huesos en la rueda, pero con su último aliento grita llamando a su padre y exclamando “¡Batko (Padre)! ¿Dónde estás? ¿Puedes oírme?”, a lo que Tarás contesta “¡Te oigo!”, ocasionando que los guardias salgan en su búsqueda y que deba huir del lugar acompañado por Yánkel.
Tarás regresa a la Sich de Zaporozhia para encontrar a sus viejos amigos muertos y reemplazados por jóvenes cosacos que se levantan en armas contra los polacos en cantidad de ciento veinte mil. Los polacos ofrecen la paz a los cosacos y el hetman cosaco acepta, pero Tarás se niega y continúa en la lucha con su regimiento y otros cosacos que deciden acompañarlo. Tarás ataca poblaciones polacas por toda Ucrania causando terror en los habitantes hasta que se destinan cinco regimientos para su captura.
Tras una persecución de seis días en los alrededores del río Dniéster, son rodeados en una fortaleza abandonada, de la que logran escapar a la carrera y, estando ya segura la huida, Tarás detiene su caballo y se apea para recoger su pipa que había caído. Esta demora hace que lo capturen los soldados polacos. Tarás es atado a un árbol y quemado vivo. En la hoguera grita a sus hombres que continúen en la lucha y da loas al pueblo ucraniano y a la iglesia ortodoxa. La obra termina con los cosacos volviendo a la Sich contando la historia de Tarás.

## Edición de 1835
La edición original de la obra es de 1835 y refleja el contexto ucraniano de la historia. Esto molestó a las autoridades gubernamentales del Imperio ruso que consideraron la obra demasiado ucraniana y antirrusa y forzaron a Gógol a cambiarlo.
La edición de 1842 fue ampliada y reescrita para incluir temas afines a los nacionalistas rusos amparados por el zar. Gógol comentó algunos de estos cambios en sus obras «Almas muertas» y «Pasajes selectos de correspondencia con amigos».
En la nueva edición, se incluyeron tres nuevos capítulos y se cambió el final. En la edición original Tarás Bulba no moría quemado.
La edición original solo fue traducida al idioma ucraniano en 2005.

## Racismo
La obra ha sido cuestionada por las caracterizaciones que hace de los judíos y los polacos.
Sus defensores sostienen que si se considera el contexto histórico, teniendo en cuenta la rebelión de 1830-1831, las caracterizaciones resultan adecuadas a un personaje como Tarás Bulba.

## Adaptaciones en otros medios
- El checo Leoš Janáček compuso una rapsodia para orquesta, denominada Tarás Bulba, entre 1915 y 1918, inspirada en parte por las masacres de la Primera Guerra Mundial. La obra se ejecutó por primera vez por František Neumann en 1921.
- El compositor ucraniano Mykola Lysenko compuso una ópera denominada “Tarás Bulba”.
- Aleksandr Drankov dirigió una adaptación cinematográfica en 1909.
- El director ruso Alexis Granovsky rodó una producción alemana en 1935.
- En 1936, se produjo en Inglaterra otra película con importantes actores británicos de la época.
- En 1962, con las actuaciones de Yul Brynner y  Tony Curtis se rodó en California y en Salta (Argentina) una nueva adaptación. Contó con una banda sonora original por parte de Franz Waxman que fue nominada para los Óscar de 1963.
- En 2009, una nueva película rusa dirigida por Vladímir Bortko fue producida por la televisión estatal rusa y pagada en su totalidad por el Ministerio de Cultura de Rusia. Contó con actores como Bohdán Stupka (como Tarás Bulba), Ada Rógovtseva (como la esposa de Tarás Bulba), Ígor Petrenko (como Andréi Bulba), Vladímir Vdovichénkov (como Ostap Bulba) y Magdalena Mielcarz (como la joven noble polaca). La película se rodó en múltiples localizaciones en Ucrania, como Zaporozhia, Jotín y Kamianéts-Podilskyi.
- La película hindú Veer del 2010, protagonizada por Salman Khan, es una adaptación libre de Tarás Bulba.

## Traducciones al español
- Gogol, Nicolás (1923). Tarás Bulba: novela (Tatiana Enco de Valero, trad.). Colección Universal. 778-779. Madrid: Calpe.
- Taras Bulba, Madrid: Hyspamérica, 1983. ISBN 84-7525-110-2.
- Tarás Bulba, traducción y apéndice de Isabel Vicente, ilustraciones de Hugo Figueroa, Madrid: Ediciones Generales Anaya, 1984. ISBN 84-7525-146-3.
- Taras Bulba, Madrid: Sarpe, 1985. ISBN 84-599-0469-5
- Taras Bulba, traducción de Gala Arias Rubio, Madrid: Akal, Básica de bolsillo, número 132, serie Clásicos de la Literatura Eslava, 2006. ISBN 84-460-2370-9.